# Unité urbaine de La Canourgue
L'unité urbaine de La Canourgue est une unité urbaine française qui fait partie du département de la Lozère et de la région Occitanie.

## Données générales
En 2010, selon l'Insee, l'unité urbaine était composée de deux communes.
En 2020, à la suite d'un nouveau zonage, elle est composée des deux mêmes communes, toutes les deux situées dans le département de la Lozère, plus précisément dans l'arrondissement de Mende.
En 2022, avec 3 164 habitants, elle représente la 4e unité urbaine du département de la Lozère, après l'unité urbaine de Saint-Chély-d'Apcher (3e rang départemental) et avant l'unité urbaine de Langogne (5e rang départemental).
En 2022, sa densité de population s'élève à 25 hab/km2. Par sa superficie, elle représente 2,5 % du territoire départemental et, par sa population, elle regroupe 4,14 % de la population du département de la Lozère.

## Composition 2020 de l'unité urbaine
L'unité urbaine de La Canourgue est composée des deux communes suivantes :
| Nom                         | Code Insee | Département | Statut       | Superficie (km2) | Population (dernière pop. légale) | Densité (hab./km2) | Modifier                                    |
| --------------------------- | ---------- | ----------- | ------------ | ---------------- | --------------------------------- | ------------------ | ------------------------------------------- |
| La Canourgue (ville-centre) | 48034      | Lozère      | ville-centre | 104,29           | 2 095 (2022)                      | 20                 | modifier les données · modifier les données |
| Banassac-Canilhac           | 48017      | Lozère      | banlieue     | 24,68            | 1 069 (2022)                      | 43                 | modifier les données · modifier les données |

## Évolution démographique
| 1968  | 1975  | 1982  | 1990  | 1999  | 2006  | 2011  | 2016  | 2022  |
| ----- | ----- | ----- | ----- | ----- | ----- | ----- | ----- | ----- |
| 2 386 | 2 651 | 2 671 | 2 632 | 2 837 | 3 101 | 3 133 | 3 198 | 3 164 |

## Pour approfondir

#### Données générales
- Unité urbaine en France
- Aire d'attraction d'une ville
- Liste des unités urbaines de France

#### Données démographiques en rapport avec l'unité urbaine de La Canourgue
- Arrondissement de Mende

#### Données démographiques en rapport avec la Lozère
- Démographie de la Lozère
- Unités urbaines en Lozère